# European Research Consortium for Informatics and Mathematics
ERCIM (ang. European Research Consortium for Informatics and Mathematics) - grupa europejskich organizacji badawczych zainteresowanych we współpracy w badaniach dotyczących technologii informatycznych. Członkami ERCIM są instytucje badawcze z 18 krajów.

## ERCIM w Polsce
Uniwersytet Wrocławski na posiedzeniu Senatu 20 grudnia 2006 wyraził zgodę na utworzenie wraz z Uniwersytetem Warszawskim międzyuczelnianej jednostki organizacyjnej PLERCIM - Polskiego Oddziału Europejskiego Konsorcjum Naukowego Informatyki i Matematyki. Będzie on reprezentować Polskę w ERCIM (The european Research Consorcium for Informatics and Mathematics). PLERCIM będzie finansować swoją działalność ze środków pochodzących z wpłat obu uczelni.